# Romei

L'impero bizantino nei secoli

Con il termine Romei si indicavano nel latino medioevale i Romani orientali, ovvero i diversi popoli abitanti l'Impero romano d'Oriente (395 - 1453) e utilizzanti la lingua greca bizantina come lingua franca.
L'etimologia deriva dal termine usato dagli stessi abitanti dell'Impero romano d'Oriente per definirsi, in greco, Ῥωμαῖοι / Rhōmàioi Romanoi («romani»): come l'Impero bizantino era Impero romano, così la sua capitale Costantinopoli era la Nuova Roma. Tuttavia in Occidente il termine "Romani" indicava solo gli abitanti della città di Roma o gli antichi Romani e, pertanto, gli occidentali descrivevano come "Romei" o "greci" i bizantini mentre l'imperatore bizantino era definito "Imperator Romeorum" o "Imperator graecorum". Il termine "bizantini" fu introdotto solo a partire dal XVIII secolo dagli Illuministi, quando l'Impero romano d'Oriente era ormai scomparso da circa tre secoli.
La Romangia o, anticamente, Romània, nei pressi di Sassari in Sardegna prende nome, allo stesso modo, dal periodo romano/bizantino dell'isola, così come la Romagna in Italia, che deve tale nome alla presenza sul proprio territorio del capoluogo dell'esarcato d'Italia: Ravenna.

## Storia del nome
Dopo la caduta dell'Impero romano d'Occidente gli abitanti di quello d'Oriente, cittadini romani, seguitarono a definirsi come tali. Durante il Medioevo, il termine era divenuto anche sinonimo di greco cristiano, contrapposto ai barbari e pagani. Il prestito latino Γραικοί (Graikòi, "Greci") era anch'esso usato, ma il suo uso era molto meno comune, e non esistente nella corrispondenza politica ufficiale bizantina prima della quarta crociata. Sebbene questo termine latino usato per indicare gli Elleni poteva essere usato in maniera neutrale, il suo impiego da parte degli occidentali dal IX secolo in avanti lo rese un esonimo dispregiativo per i bizantini, allo scopo di contestare la legittimità del loro considerarsi eredi degli antichi Romani. Di conseguenza i bizantini lo usarono raramente e più che altro in contesti legati all'Occidente, come nei testi del Concilio di Firenze, per presentare il punto di vista occidentale. Invece il termine antico Ἕλληνες (Hèllēnes, "Elleni") era sinonimo di "pagani" nell'uso popolare, ma fu rivitalizzato come etnonimo nel periodo del romanticismo europeo panellenico (dal XVIII secolo in poi).
Nell'Europa occidentale gli abitanti dell'Impero bizantino dopo il periodo carolingio non vennero mai chiamati "Romani" perché il papa non riconosceva loro il diritto di essere considerati i continuatori dell'Impero romano, per questo venivano chiamati "Greci", in senso dispregiativo. Tale netta distinzione venne sancita dal papa Leone III a Natale dell'800, con l'incoronazione a imperatore del Sacro Romano Impero del re dei Franchi Carlo Magno. Gli Arabi e i Turchi chiamavano i Romei Rūm, nome che deriva dalla lingua araba e significa "Romani". Ancora oggi tale termine viene usato in Marocco e in altri paesi musulmani per indicare gli europei cristiani.
Tutti gli imperatori bizantini ricevevano tuttavia l'appello di Basileus dei Romei, e le imperatrici quello di Basilissa dei Romei.
Il titolo di qaysar-ı Rum (in turco, alla lettera, "Cesare dei Romei", cioè "Imperatore dei Romani") fu uno dei titoli dell'imperatore ottomano e l'ultimo a portarlo fu Mehmet VI, deposto nel 1923 da Atatürk.

## Bizantini
Il primo uso di "Bizantino" si ebbe nel 1557, quando lo storico tedesco Hieronymus Wolf coniò il termine pubblicando un suo elaborato, Corpus Historiæ Byzantinæ; successivamente gli storici francesi resero popolare il termine. Le altre civiltà all'epoca si riferivano all'Impero bizantino come Impero romano o Impero romano d'Oriente. Nel mondo slavo e in quello islamico, l'identità romana dell'Impero era generalmente accettata.
Nel XVIII secolo con l'Illuminismo venne introdotto il termine "Bizantini" per distinguere gli abitanti dell'Impero di Costantinopoli dai cittadini dell'Impero romano. Dal Settecento, quindi, per "Romani" si intendono gli abitanti di tutto l'Impero fin quando era unito e, a partire dal 395, solo di quello d'Occidente.
Il nome "Bizantini" deriva dall'antico nome della città di Costantinopoli, ossia la greca Bisanzio. La città sul Bosforo si era chiamata così fino al 330, quando Costantino I (306-337) decise di fare della colonia greca la sua capitale. Questo nome sarà usato come spregiativo da parte degli Illuministi nei confronti dei Romei. Infatti gli illuministi svalutavano l'importanza storica che aveva giocato l'Impero romano d'Oriente nella storia d'Europa. Una rivalutazione della storia dell'Impero romano d'Oriente si ebbe solo a partire dalla metà del XIX secolo, ma il nuovo termine ormai era stato definitivamente accettato dalla comunità degli studiosi.

## Oggi
Il termine, già prima della caduta di Costantinopoli, definiva i "greci", ovvero le diverse popolazioni orientali di tutte le regioni dell'antico Impero bizantino, dai Balcani e la penisola ellenica fino all'Anatolia e il Ponto, che utilizzavano il greco come lingua franca nei servizi liturgici, per i commerci e gli affari.
In greco moderno la parola, nella sua versione popolare Ρωμιοί Romiì, è divenuta molto in uso. Oggi nella lingua greca moderna la parola Ρωμιός Romiòs si riferisce prevalentemente ai membri della minoranza greco-ortodossa di Costantinopoli, mentre il suo significato più ampio, cioè quello riferito ai greci in generale, sta cadendo in disuso.
Invece in Turchia la parola Rūm è a volte usata per riferirsi alla minoranza ortodossa di Costantinopoli e ai ciprioti grecofoni.